# Metacnephia danubica
Metacnephia danubica är en tvåvingeart som först beskrevs av Rubtsov 1956.  Metacnephia danubica ingår i släktet Metacnephia och familjen knott. Inga underarter finns listade i Catalogue of Life.